# Улица Дружбы (Великие Луки)
Улица Дружбы — улица в городе Великие Луки. Расположена в северной части города. Начинается от улицы Вагонной, идет на запад, пересекается с проездом Тургенева, улицами Глинки, Гоголя, Вокзальной, Пескарёва, Дьяконова и заканчивается на пересечении с улицей Мурманской в районе очистных сооружений.

## История

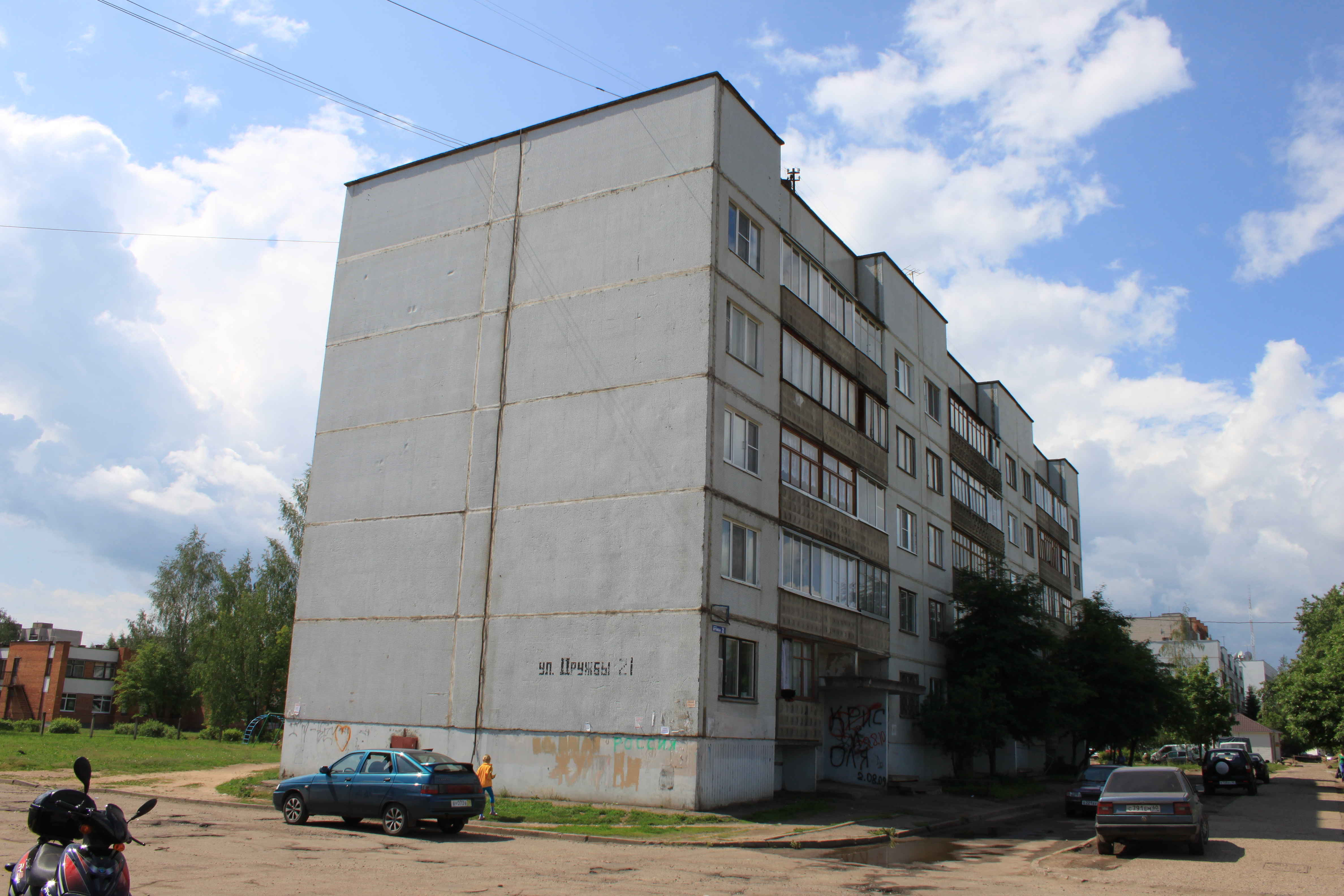
Улица Дружбы

Улица Дружбы образовалась во второй половине 1970-х годов на территории нового Северного микрорайона. По некоторым данным улица Дружбы получила свое название в честь советско-польской дружбы, т.к. во время начала застройки микрорайона, в районе улицы Гоголя находился временный городок строителей из Польской Народной республики, которые принимали участие в строительстве магистрального нефтепровода Сургут — Полоцк. Изначально улица проходила с востока на запад только до улицы Вокзальной. В начале 1990-х годов была построена автомобильная дорога, которая связала улицу Дружбы с улицей Дьяконова. Позже улица Дружбы была продлена на запад до улицы Мурманской.

## Значимые объекты
- Пожарная часть (ул. Дружбы, 6).
- Городская поликлиника № 2 (ул. Дружбы, 11).
- Средняя школа № 12 (ул. Дружбы, 23К2)[1].
- Великолукское районное нефтепроводное управление (ул. Дружбы, 31).
- Средняя школа № 13 (ул. Дружбы, 33/20)[2].

## Транспорт
По улице Дружбы от улицы Глинки до улицы Вокзальной проходят маршруты общественного транспорта:
- Автобус № 10, 15
- Маршрутное такси № 1, 1а, 3, 7, 11, 12а, 14